# Jardín botánico de Coria
El Jardín Botánico de Coria es un jardín botánico de algo más de una hectárea de extensión en el que se exhibe la vegetación autóctona del bosque mediterráneo presente en Extremadura.

## Localización
El Jardín Botánico de Coria se encuentra fuera del recinto urbano. 
A aproximadamente dos kilómetros del núcleo de población, junto a la carretera que une Coria con Cáceres.
Junto a la Finca llamada Obispalía, de la que fue desgajada a principios del siglo XX, vía expropiación, por la administración general de carreteras para dedicarla a Vivero de árboles a situar en los márgenes de las carreteras.

## Historia
El Jardín Botánico de Coria se construyó sobre unos antiguos viveros de la administración de carreteras en el que se producían árboles, -Olmos y Acacias-, para plantaciones en los márgenes de las carreteras durante los años de las décadas de 1940 y 1950. La costumbre decayó y las instalaciones fueron abandonadas hace unos treinta años.
El cambio histórico de administración de las últimas décadas, hizo que el Vivero pasara a ser propiedad de la Consejería de Obras Públicas de la Junta de Extremadura, quien a su vez lo cedió al Ayuntamiento de Coria, con el fin expreso de ser convertido en Jardín Botánico por el taller de Jardinería Medioambiental de la Escuela Taller II del Patronato de Formación y Empleo de Coria. Este taller compuesto por quince alumnos, estaba dirigido por Juan Carlos Campos, Jardinero Paisajista, y José María Barrera, Biólogo y Paisajista, quienes hicieron el proyecto con el diseño actual del Jardín. 
Los trabajos de acondicionamiento comenzaron a finales de 1991.
Se hicieron expediciones por la geografía extremeña para localizar y trasplantar los ejemplares que ahora se encuentran en el Jardín.
Los talleres de la familia de la construcción de la Escuela Taller se encargaron de obras tan importantes como la reconstrucción de la caseta del antiguo vivero y el acondicionamiento de las infraestructuras de riego, muros y paseos.
Fue abierto al público el 3 de abril de 1995 por el Consejero de Educación y Juventud, D. Victorino Mayoral. Pasando en el año 1996 a depender del ayuntamiento de Coria en lo relativo a su mantenimiento y la Junta de Extremadura financia los gastos de guías y educación ambiental para los escolares.

## Colecciones
En este jardín botánico tenemos una representación de las plantas que componen el bosque Mediterráneo en Extremadura, presentadas agrupadas en cuatro biotopos.
- El Alcornocal, junto a un camino de piedra se distribuyen los brezos, las escobas, los arces y las cornicabras que encontraremos junto a labiérnagos, madroños, mestos, quejigos. Los durillos y las jaras blancas ornamentan el conjunto y, finalmente, los alcornoques que dan coherencia a la totalidad.
- El Encinar, perfectamente adaptado al clima mediterráneo, tanto al cálido como al frío. Son desplazados por quejigares, alcornocales y robledales cuando el clima se hace más húmedo y suelos más profundos y frescos. En el encinar se turnan las jaras y jaguarzos con los romeros y cantuesos. Pero abunda también el escaramujo que presenta al lado unas coscojas y dos o tres arraclanes. Junto con los acebuches y los perales silvestres. Es una parcela que se combina con un ligero Arboretum de frutales que, iniciada con la presencia del loro y del olivo, continua con varietales de los más comunes melocotoneros, guindos, almendros, naranjos o limoneros. Unos notables ejemplares de almez enmarcan el conjunto, usándose también a modo de protección con la carretera cercana a unos metros.
- El Robledar, Se instala en las zonas de montaña o umbrías con suelos profundos y frescos. Necesita más pluviosidad que la encina o alcornoque y los mismos terrenos siliceos. el roble melojo aparece asociada la siguiente flora: avellano, rusco, bonetero, madroño, brezo, abedul, nogal, helecho, acebo, hiedra, castaño, tres tipos de madreselva, (etrusca, periclymenum, implexa), laurel, rosa de Alejandría, digitalis, serbal de cazadores, prímula, carquesa, zumaque, tejo.
- Plantas de ribera, distribuidas por el estanque y riachuelo que centran la parcela en la que se exhibe la flora riparia de Extremadura. Las plantas se disponen según los requerimientos hídricos, resultando una formación característica en "catena". Así , Sauces y Alisos, se situaran inmediatos al cauce, chopos, Abedules y fresnos más separados y finalmente olmos y avellanos en la zona más exterior. Además de toda la flora acompañante de Taray, zarzas, juncos, espadañas,.. En la laguna se han dispuesto, entre otras, espadañas, juncos, mentas, lirios, cañas y nenúfares blancos y amarillos.

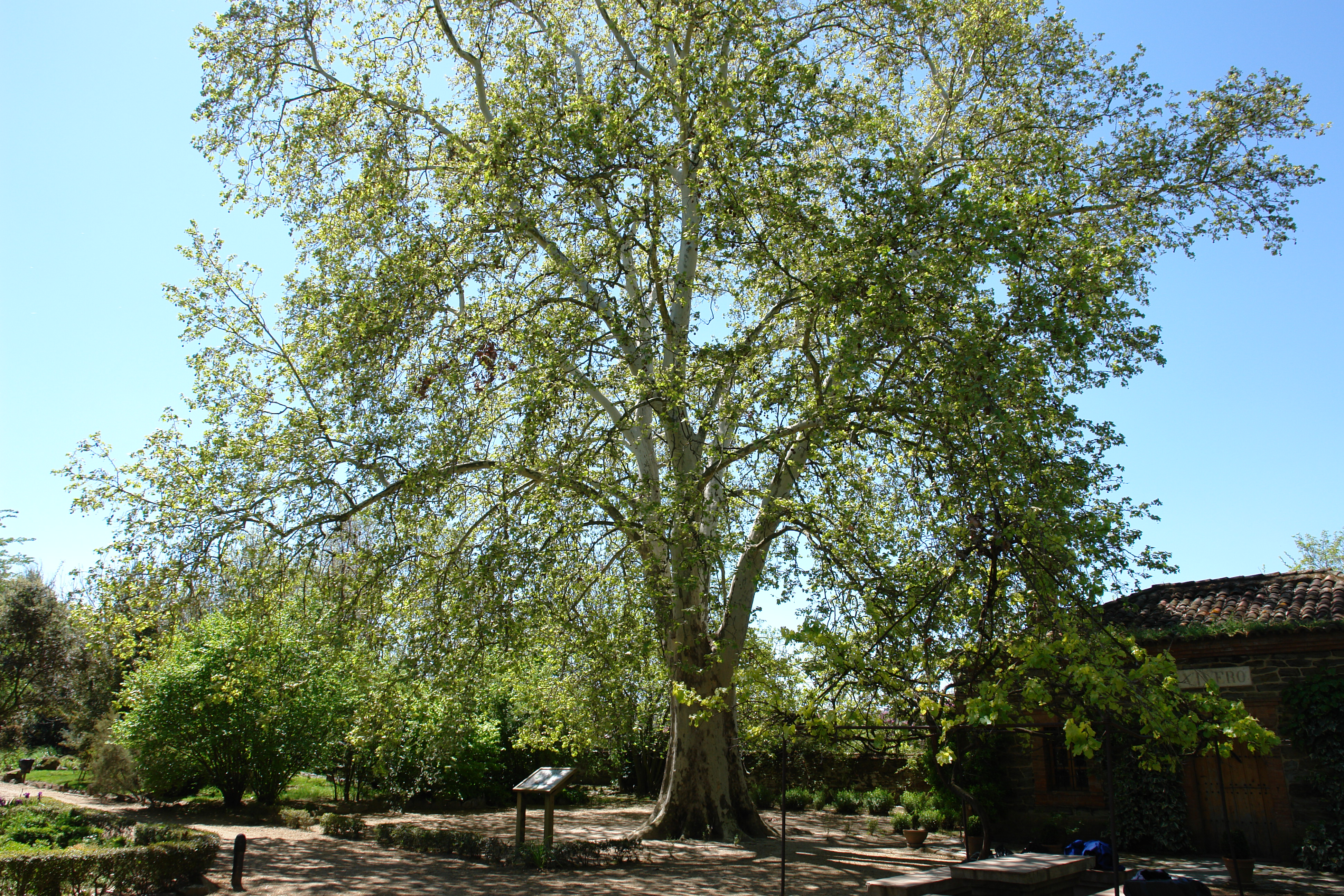
Plátano de sombra del jardín botánico, declarado árbol singular

- Invernadero, construido sobre las paredes del antiguo estanque de riego. Este edificio, que da entrada al jardín, se utiliza para distintas exposiciones, resalta por su "tejado verde", en el que las tejas han sido sustituidas por jardineras, rellenadas con plantas crasas y de rocalla, que produce un efecto llamativo.

Posee también un plátano de sombra, declarado como árbol singular. Puede considerarse el mejor ejemplar de la especie dentro de Extremadura con una altura de 30 m y 4,35 m de perímetro de tronco a 1,30 m.